# 1578-as busz
Az 1578-as jelzésű autóbuszvonal távolsági autóbuszjárat Pécs és Zalakaros valamint Keszthely és Pécs között, melyet a Volánbusz Zrt. lát el.

## Közlekedése
A járat Pécset és Zalakarost köti össze. Menetideje Zalakaros felé 4 óra 10 perc, Pécs felé 4 óra 17 perc. Pécsről Komló érintésével éri el Balatonlellét. A Balaton déli partján több településen megállva, a 7-es főúton közlekedve éri el Balatonmáriafürdőt. Nyári tanszünetben Balatonberény, Balatonszentgyörgy érintésével tér vissza a 7-es főútra. Zalakomárnál letér a főútról Zalakaros felé. Tanév tartama alatt Keszthelyről indulva éri el Balatonberényt és Kaposvár érintésével közlekedik Pécsre.
Nyári tanszünetben pénteki, szombati és vasárnapi napokon egy járatpár szállítja az utasokat. 
Tanév tartama alatt a hetek első iskolai előadási napját megelőző napokon egy Keszthely–Pécs viszonylatú járatú járat is szállítja az utasokat, menetideje 3 óra 20 perc.

## Megállóhelyei
| 0  | Pécs, autóbusz-állomás végállomás                    | 49 | 25 | 3, 3E, 4, 4Y, 6, 6E, 7, 7Y, 8, 13, 13E, 15, 20, 21, 21A, 22, 23, 23Y, 24, 30, 30Y, 31, 32, 32Y, 34Y, 35Y, 40, 41, 41Y, 41E, 42, 42Y, 43, 46, 60, 60A, 60Y, 73, 73Y, 103, 107E, 109E, 121, 130, 130A, 973 1134, 1486, 1503, 1504, 1524, 1535, 1562, 1564, 1566, 1568, 1569, 1577, 1579, 1641, 1665, 1668, 1673, 1707, 1740, 1742, 1843 5600, 5601, 5602, 5603, 5605, 5606, 5608, 5610, 5611, 5620, 5621, 5622, 5623, 5624, 5625, 5626, 5627, 5628, 5630, 5631, 5634, 5635, 5636, 5637, 5638, 5639, 5640, 5642, 5643, 5645, 5646, 5647, 5650, 5655, 5656, 5658, 5660, 5661, 5662, 5663, 5666, 5667, 5668, 5670, 5671, 5672, 5673, 5674, 5676, 5677, 5678, 5679, 5680, 5681, 5682, 5683, 5685, 5686, 5687, 5688, 5689, 5690, 5696, 5698, 5856, 5857 |
| 1  | Pécs, Budai vám                                      | 48 | 24 | 2, 2A, 4, 4Y, 12, 13, 13E, 14, 14Y, 15, 16, 25, 26, 60, 60Y, 102, 102Y, 104, 104A, 104E 1134, 1564, 1568, 1707, 1740, 1843 5605, 5606, 5608, 5610, 5611, 5612, 5620, 5621, 5622, 5623, 5624, 5625, 5626, 5627, 5628, 5630, 5631, 5634, 5635, 5636, 5637, 5638, 5639, 5856, 5857 |
| ∫  | Magyarszék, Barátúri elágazás                        | ∫  | 23 | 1564, 1740 5606, 5608, 5700, 5701, 5721, 5722, 5741 |
| 2  | Komló, autóbusz-állomás                              | 47 | ∫  | 1, 2, 3, 5, 6, 7, 7A, 8, 9, 9B, 10, 10A, 15, 17, 17B, 18, 18B, 19 1136 5610, 5611, 5612, 5620, 5622, 5700, 5701, 5702, 5707, 5710, 5711, 5716, 5721, 5722, 5726, 5727, 5728, 5729, 5736, 5741, 5742, 5743, 5744, 5746, 5748, 5757, 5758, 5856, 5857, 5931 |
| 3  | Magyarszék, vasúti átjáró                            | 46 | ∫  | 1740 5605, 5606, 5608, 5700, 5701, 5702, 5721, 5722, 5726, 5727, 5728, 5729, 5741, 5746, 5748, 5757, 5758, 5931, 5932 |
| 4  | Sásd, Kaposvári elágazás                             | 45 | ∫  | 1564, 1740 5516, 5605, 5606, 5608, 5700, 5701, 5702, 5704, 5706, 5722, 5727, 5728, 5729, 5731, 5742, 5748, 5750, 5757, 5758, 5930, 5931, 5932, 5934 |
| ∫  | Kaposvár, autóbusz-állomás                           | ∫  | 22 | 12, 13, 20, 21, 23, 26, 27, 31, 32, 33, 40, 41, 42, 43, 44, 45, 46, 47, 51, 61, 62, 70, 71, 72, 73, 74, 75, 81, 82, 83, 84, 85, 86, 87, 88, 89, 90, 91 1172, 1174, 1175, 1176, 1503, 1569, 1579, 1592, 1593, 1641, 1665, 1668, 1673, 1725, 1742 5606, 5690, 5900, 5905, 5906, 5910, 5912, 5913, 5914, 5916, 5917, 5918, 5920, 5922, 5923, 5924, 5925, 5928, 5930, 5931, 5932, 5934, 5935, 5940, 5942, 5947, 5950, 5960, 5962, 5964, 5966, 5969, 5970, 5972, 5974, 5976, 5980, 5982, 5984, 5985, 5986, 5987, 5988, 5989, 5991, 6011, 6041 |
| 5  | Balatonlelle, vasúti megállóhely                     | 44 | 21 | 1177, 1402, 1499, 1506, 1528, 1579, 1592, 1665, 1673, 1742, 1842 5905, 5906, 6040, 6041, 6042, 6043, 6071, 6101, 6195 személyvonat, sebesvonat, InterRégió, Déli<-parti InterRégió, Déli->parti InterRégió, Esti Csók InterRégió, Vitorlás InterRégió, Jégmadár expresszvonat, Aranypart expresszvonat, Ezüstpart expresszvonat, Aranyhíd expresszvonat, Napfürdő expresszvonat, Balaton InterCity, Tópart InterCity, Agram-Tópart nemzetközi InterCity |
| 6  | Balatonlelle, Vágóhíd utca                           | 43 | ∫  | 1402, 1499, 1506, 1528, 1579, 1665, 1842 5905, 6040, 6042, 6043, 6071, 6195 |
| 7  | Balatonlelle, benzinkút                              | 42 | ∫  | 1402, 1499, 1506, 1528, 1579, 1665, 1842 5905, 6040, 6042, 6043, 6071, 6195 |
| 8  | Balatonboglár, orvosi rendelő                        | 41 | 20 | 1402, 1499, 1506, 1528, 1579, 1665, 1673, 1842 5905, 6040, 6042, 6043, 6071, 6195 |
| 9  | Balatonboglár, Platán sor                            | 40 | ∫  | 1402, 1499, 1506, 1528, 1579, 1665, 1842 5905, 6040, 6042, 6043, 6071, 6195 |
| 10 | Balatonboglár, vasútállomás                          | 39 | 19 | 1402, 1499, 1506, 1528, 1579, 1665, 1673, 1842 5905, 5988, 6040, 6042, 6043, 6071, 6175, 6176, 6195 személyvonat, sebesvonat, InterRégió, Déli<-parti InterRégió, Déli->parti InterRégió, Esti Csók InterRégió, Vitorlás InterRégió, Jégmadár expresszvonat, Aranypart expresszvonat, Ezüstpart expresszvonat, Aranyhíd expresszvonat, Napfürdő expresszvonat, Balaton InterCity, Tópart InterCity, Agram-Tópart nemzetközi InterCity |
| 11 | Balatonboglár, Jankovich üdülőtelep                  | 38 | ∫  | 1402, 1499, 1506, 1528, 1579, 1665, 1842 5905, 5988, 6040, 6042, 6043, 6071, 6195 |
| 12 | Ordacsehi elágazás                                   | 37 | ∫  | 1402, 1499, 1506, 1528, 1579, 1665, 1842 5905, 5988, 6040, 6042, 6043, 6071, 6195 |
| 13 | Fonyód (Fonyódliget), vasúti megállóhely bejárati út | 36 | ∫  | 1402, 1499, 1506, 1528, 1579, 1665, 1673, 1842 5905, 5988, 6040, 6042, 6043, 6071, 6195 személyvonat, sebesvonat, Déli<-parti InterRégió, Déli->parti InterRégió, Vitorlás InterRégió, Jégmadár expresszvonat, Aranypart expresszvonat, Ezüstpart expresszvonat, Napfürdő expresszvonat |
| 14 | Fonyód (Fonyódliget), Árpád utca                     | 35 | 18 | 1402, 1499, 1506, 1528, 1579, 1665, 1842 5905, 5988, 6040, 6042, 6043, 6071, 6195 |
| 15 | Fonyód (Fonyódliget), alsó                           | 34 | ∫  | 1402, 1499, 1506, 1528, 1579, 1665, 1842 5905, 5988, 6040, 6042, 6043, 6071, 6195 |
| 16 | Fonyód, vasútállomás                                 | 33 | 17 | 1, 2 1402, 1499, 1506, 1528, 1579, 1665, 1673, 1723, 1842 5905, 5987, 5988, 6040, 6042, 6043, 6071, 6195, 6196 személyvonat, sebesvonat, InterRégió, Déli<-parti InterRégió, Déli->parti InterRégió, Helikon InterRégió, Esti Csók InterRégió, Vitorlás InterRégió, Jégmadár expresszvonat, Aranypart expresszvonat, Ezüstpart expresszvonat, Aranyhíd expresszvonat, Napfürdő expresszvonat, Fenyves expresszvonat, Balaton InterCity, Tópart InterCity, Agram-Tópart nemzetközi InterCity, Adria nemzetközi InterCity |
| 17 | Fonyód, Sportcsarnok                                 | 32 | ∫  | 1 6042 |
| 18 | Fonyód, Badacsony utca                               | 31 | ∫  | 1 6042 |
| 19 | Fonyód, Fő utca                                      | 30 | ∫  | 6042, 6043 |
| 20 | Fonyód, Márffy tér                                   | 29 | ∫  | 6042, 6043 |
| 21 | Fonyód, Alkotóház                                    | 28 | ∫  | 6042 |
| 22 | Fonyód, Városi Ügyészség                             | 27 | ∫  | 6042, 6043 |
| 23 | Fonyód, háromszög                                    | 26 | ∫  | 1 6042, 6043 |
| 24 | Fonyód (Bélatelep), Forduló                          | 25 | 16 | 1 1402, 1499, 1506, 1579, 1665, 1723, 1842 5905, 6042, 6043 |
| 25 | Fonyód (Alsóbélatelep), vasúti megállóhely           | 24 | 15 | 1 1402, 1499, 1506, 1579, 1665, 1673, 1723, 1842 5905, 6042, 6043 személyvonat, sebesvonat, Déli<-parti InterRégió, Déli->parti InterRégió, Helikon InterRégió, Napfürdő expresszvonat, Fenyves expresszvonat |
| 26 | Balatonfenyves, Tömörkény utca                       | 23 | 14 | 1402, 1499, 1506, 1579, 1665, 1723, 1842 5905, 6042, 6043 |
| 27 | Balatonfenyves, felső                                | 22 | 13 | 1402, 1499, 1506, 1579, 1665, 1673, 1723, 1842 5905, 6042, 6043 |
| 28 | Balatonfenyves, vasútállomás                         | 21 | 12 | 1402, 1499, 1506, 1579, 1665, 1673, 1723, 1842 5905, 6042, 6043 személyvonat, sebesvonat, Déli<-parti InterRégió, Déli->parti InterRégió, Helikon InterRégió, Napfürdő expresszvonat, Fenyves expresszvonat, Balaton InterCity, Tópart InterCity, Agram-Tópart nemzetközi InterCity, Balatonfenyvesi Gazdasági Vasút |
| 29 | Balatonfenyves, Pajtás utca                          | 20 | 11 | 1579 5905, 6042, 6043 |
| 30 | Balatonfenyves, alsó                                 | 19 | 10 | 1579 5905, 6042, 6043 |
| 31 | Balatonfenyves, Révész utca                          | 18 | 9  | 1579 5905, 6042, 6043 |
| 32 | Balatonmáriafürdő, Faluház utca                      | 17 | 8  | 1579 5905, 6042, 6043 |
| 33 | Balatonmáriafürdő, Cserfa utca                       | 16 | 7  | 1579 5905, 6042, 6043 |
| 34 | Balatonmáriafürdő, Bükkfa utca                       | 15 | 6  | 1579 5905, 6042, 6043 |
| 35 | Balatonkeresztúr, Aradi utca                         | 14 | 5  | 1579 5905, 6042, 6043 |
| 36 | Balatonkeresztúr, temető                             | 13 | 4  | 1579 5905, 6042, 6043 |
| 37 | Balatonmáriafürdő, vasútállomás                      | 12 | 3  | 1569, 1579, 1673, 1723 5976, 5986, 6042, 6043, 6103, 6160, 6162, 6166 személyvonat, sebesvonat, Déli<-parti InterRégió, Déli->parti InterRégió, Helikon InterRégió, Napfürdő expresszvonat, Fenyves expresszvonat, Aranyhíd expresszvonat Balaton InterCity, Tópart InterCity, Agram-Tópart nemzetközi InterCity |
| 38 | Balatonmáriafürdő, Vilma utca                        | 11 | 2  | 1579, 1665, 1723 5976, 6103, 6162, 6166 |
| 39 | Balatonberény, Rozmaring utca                        | 10 | ∫  | 1579, 1665, 1723 5976, 6043, 6103, 6162, 6166 |
| 40 | Balatonberény, vasútállomás                          | 9  | 1  | 1579, 1665, 1723 5976, 6043, 6103, 6162, 6166 személyvonat, sebesvonat, Déli<-parti InterRégió, Déli->parti InterRégió, Helikon InterRégió, Napfürdő expresszvonat, Fenyves expresszvonat, Aranyhíd expresszvonat Balaton InterCity |
| ∫  | Keszthely, autóbusz-állomás végállomás               | ∫  | 0  | 1 1189, 1194, 1212, 1499, 1569, 1625, 1631, 1658, 1665, 1666, 1673, 1714, 1724, 1725, 1732, 1735, 1736, 1794, 1806, 1808, 1842 5974, 5976, 6103, 6162, 6216, 6230, 6231, 6237, 6307, 6308, 6310, 6350, 6355, 6360, 6361, 6375, 6384, 6391, 6395, 6396, 6398, 6415 személyvonat, sebesvonat, Helikon InterRégió, Lesence expresszvonat, Tanúhegy expresszvonat, Fenyves expresszvonat, Balaton InterCity |
| 41 | Balatonszentgyörgy, Berzsenyi utca 57.               | 8  |    | 1187 1193, 1194, 1402, 1499, 1506, 1569, 1842 6043, 6103, 6162, 6166, 6192, 6193 |
| 42 | Balatonszentgyörgy, vasútállomás                     | 7  |    | 5974, 6043, 6162, 6166, 6184, 6192, 6193 személyvonat, sebesvonat, Déli<-parti InterRégió, Déli->parti InterRégió, Helikon InterRégió, Fenyves expresszvonat, Napfürdő expresszvonat, Aranyhíd expresszvonat, Balaton InterCity, Tópart InterCity, Agram-Tópart nemzetközi InterCity, Adria nemzetközi InterCity |
| 43 | Tikos, bejárati út                                   | 6  |    | 6043, 6166, 6192, 6193 |
| 44 | Sávoly, 7 sz. út                                     | 5  |    | 6043, 6166, 6192, 6193 |
| 45 | Szőkedencs, 7 sz. út                                 | 4  |    | 6043 |
| 46 | Zalakomár (Kiskomárom), kultúrház                    | 3  |    | 1183 6043, 6186, 6188, 6222, 6405, 6415 |
| 47 | Zalakaros, Újmajori elágazás                         | 2  |    | 6043, 6186, 6188, 6222, 6405, 6415, 6420 |
| 48 | Zalakaros, autóbusz-állomás                          | 1  |    | 1183, 1735, 1736, 1794 6043, 6186, 6222, 6226, 6396, 6405, 6415, 6420 |
| 49 | Zalakaros, fedett fürdő végállomás                   | 0  |    | 1183, 1735, 1736, 1794 6043, 6226, 6396, 6405, 6415, 6420 |